# Epístolas católicas

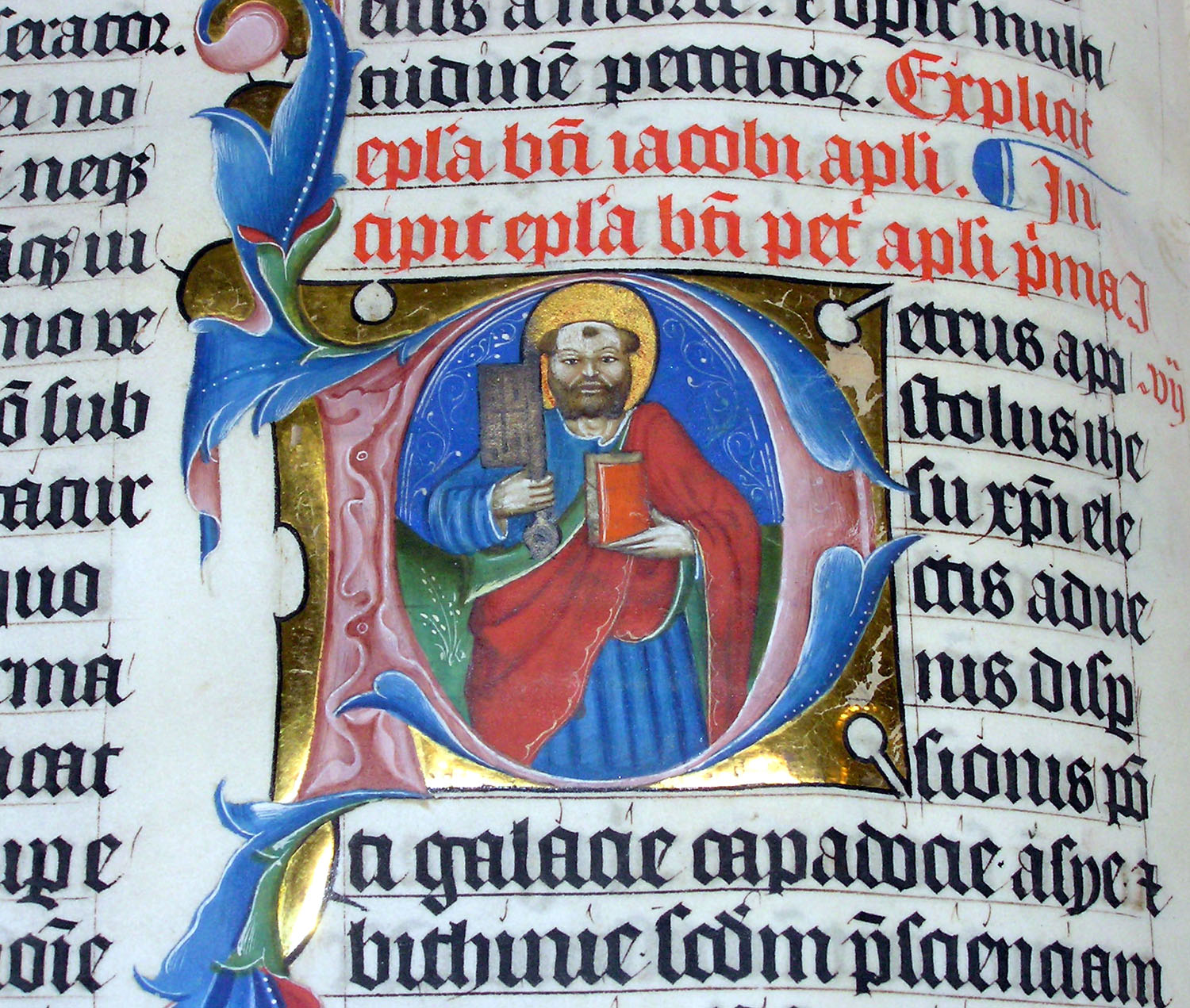
Primeira Epístola de Pedro

As Epístolas universais são as epístolas que não foram escritas pelo apóstolo Paulo. São chamadas católicas, no sentido de universais porque são dirigidas às comunidades cristãs como um todo. Foram nomeadas de acordo com os seus autores. No período medieval, elas não figuravam juntamente com as epístolas paulinas, mas junto com Actos dos Apóstolos, formando assim o que se chama de Praxapostolos.
- Tiago - Tiago, irmão de Jesus
- I Pedro - Pedro
- II Pedro - Pedro (alguns estudiosos atualmente acreditam que tenha tido um outro autor)
- I João - João (as epístolas joaninas são ocasionalmente atribuídas a membros da sua comunidade de discípulos, embora esta primeira carta se assemelhe bastante ao estilo e vocabulário do evangelho atribuído a João)
- II João - João
- III João - João
- Judas - Judas, irmão de Jesus, e de Tiago